# Света Богородица Безсребреническа
„Света Богородица Безсребреническа“ (на гръцки: Παναγιά Αναργύρων) е средновековна православна църква в град Костур (Кастория), Егейска Македония, Гърция.

## Местоположение
Църквата се намира в Безсребреническата енория. От юг, от изток и от запад е заобиколена от неподдържано общинско място с иглолистна растителност. От север, където е входът на храма, има павиран, поддържан парк.

## История
Църквата е построена в края на XIV век и обновена в XVI век. Според друго мнение църквата е построена в началото на XVI век.
В 1924 година църквата е обявена за паметник на културата.

## Стенописи
В средата на XVI век вътрешността на църквата е изписана с някои изключения. Стенописите са с високо качество, дело на анонимен зограф. В 1634/1635 година според запазения надпис вътрешността на църквата е изписана отново. Ктиторски надписи има в наоса и в нартекса. Този в наоса гласи:
| „ | ΑΝΕCΤΟΡΗΘΗ Ω ΘΗΟC ΚΕ ΠΑΝCΕΠΤΟC ΝΑΟC ΤΗC ΥΠΕΡΑΓΙΑC ΔΕCΠΗΝΗC ΗΜΩΝ ΘΕΟΤΟΚΟΥ ΑΗΠΑΡΘΕΝΟΥ ΜΑΡΗΑC ΔΗΑ CΗΝΔΡΟΜΗC ΚΟΠΟΥ ΚΕ ΕΞΟΔΟΥ Η ΤΗΜΗΟΤΑΤΗ ΚΕ ΕΒΓΕΝΕΣΤΑΤΗ ΑΡΧΟΝΤΕC ΚΗΡ CΕΒΑCΤΟ ΚΟΤΖΩΠΟΥΛΟ ΚΕ ΑΔΕΛΦΟC ΑΥΤΟΥ ΘΩΜΑC ΚΕ ΡΑΛΗC ΓΗΝΑΚΗ ΚΑΙ ΜΑΝΟΛΗC ΠΕΤΗΚΟC ΚΕ ΑΡΧΙΕΡΑΤΕΒΟΝΤΟC Ω ΠΑΝΕΙΡΟΤΑΤΟC ΜΗΤΡΟΠΩΛΗΤΗC ΤΗC ΑΓΗΟΤΑΤΗC ΜΗΤΡΟΠΩΛΗC ΚΑCΤΟΡΙΑC ΚΕ ΠΡΟΤΟΘΡΟΝΟC ΤΗC ΠΡΟΤΗ ΙΟΥCΤΗΝΙΑΝΞC ΑΧΡΗΔΟΝ ΚΗΡΙΩ Κ. ΧΑΡΗΤΟΝΟC ΚΕ ΕΝΟΡΕΒΟΝ ΠΑΠΑ ΚΥΡ ΓΕΩΡΓΙΟC ΕΝ ΜΗΝΗ CΕΠΤΕΜΒΡΗΟΥ ΚΑΙ ΕΠΙ ΕΤΟC ζρμγ (7143). ΑΦΗΕΡΟCΕΝ ΚΟΜΝΟ ΑΣΠΡΑ... ΑΦΗΕΡΟCΕΝ Ο ΓΕΡΑCΗΜΟC ΕΝ ΑΜΠΕΛΙ ΑΡΓΑΤΟΝ. | “ |

## Архитектура
В архитектурно отношение представлява еднокорабна базилика, изградена с евтини материали, с дървен двускатен покрив и полукръгла апсида на изток. Планът е прост - състои се единствено от наос и светилище. Зидарията е от чакъл и има хоризонтален кофраж. Част от източната стена е изградена с тухли. Входът е през дървена врата от север, от където е и втората врата към наоса. Покривното покритие е с плочи.
По-късно е построен притвор по цялата северна стена на наоса.
Южната стена е варосана. По стените има напуквания, там където хоросанът не държи така плътно. Дървеният покрив не е оригиналният, а е дело на по-късни достроявания, но също е в лошо състояние. Състоянието на църквата се влошава много до 1997 година, когато е включена в програма за реновиране по „Оперативна програма Македония – Тракия 2007 – 2013 година“.
При основен ремонт в 2011 година външната мазилка е свалена, за да се разкрие оригиналната зидария.
- Стенописи
- Светци
- Свети Теодор Тирон
- Светци в цял ръст в долната зона
- Стенописи с ктиторския надпис на северната стена над вратата на притвора
- Конхата на проскомидията на южната стена
- Светци на южната стена